# Matjaž Jančič
Matjaž Jančič (22 ottobre 1967) è un ex calciatore sloveno, di ruolo centrocampista.